# The Home
The Home es una película estadounidense de suspenso y terror psicológico dirigida por James DeMonaco, escrita por DeMonaco y Adam Cantor y protagonizada por Pete Davidson.

## Sinopsis
Max, un hombre con problemas, comienza a trabajar en una casa de retiro y se da cuenta de que sus residentes y cuidadores esconden secretos siniestros. Mientras investiga el edificio y su cuarto piso prohibido, comienza a descubrir conexiones con su propio pasado y su educación como niño adoptivo. 

## Reparto
- Pete Davidson como Max
- Marilee Talkington como Gretchen

## Producción
En septiembre de 2021, James DeMonaco confirmó a Collider que dirigirá un thriller de terror psicológico paranoico titulado The Home, con Pete Davidson en el papel principal.  Producida por Miramax, la fotografía principal tuvo lugar en las ciudades de Denville, Elizabeth y Nutley, en Nueva Jersey, desde finales de enero hasta principios de abril de 2022.   El centro cerrado para personas mayores en Denville, comunidad residencial de Saint Francis, sirvió como "hogar" titular.  En abril de 2022, Marilee Talkington se unió al elenco. 

## Estreno
En octubre de 2023, Lionsgate adquirió los derechos de distribución de la película en EE. UU. en el Festival Internacional de Cine de Toronto de 2023 y fijó un estreno en cines a principios de 2024. 